# Phare de Rampside
Le phare de Rampside (aussi connu sous le nom anglais de : The Needle) est un phare situé proche du village de Rampside (en) et Barrow-in-Furness, dans le comté du Cumbria en Angleterre.
Ce phare est géré par l'autorité portuaire de Barrow-in-Furness.
Il est maintenant protégé en tant que monument classé du Royaume-Uni de Grade II depuis août 1974.

## Histoire
Construit en 1875, c'est un obélisque carrée en brique rouge et jaune. Ce phare le seul exemple survivant de 13 balises construites autour de du port de Barrow-in-Furness à la fin du 19e siècle pour aider les navires à entrer dans le port de la ville entre 1850 et 1870. La lumière est émise par une petite fenêtre en-dessous du sommet en forme de pyramide.
Identifiant : ARLHS : ENG-201 - Amirauté : A4824.1 - NGA : 5076.
|                        |
| Le phare à marée basse |

### Lien connexe
- Liste des phares en Angleterre